# Pultneyville
Pultneyville est une census-designated place du comté de Wayne, dans l'État de New York, aux États-Unis,. En 2020, elle compte une population de 817 habitants.